# Finská pravoslavná církev
Finská pravoslavná církev (finsky: Suomen ortodoksinen kirkko) je autonomní církev, uznaná konstantinopolským patriarchátem a spadající pod jeho jurisdikci.

## Struktura a organizace

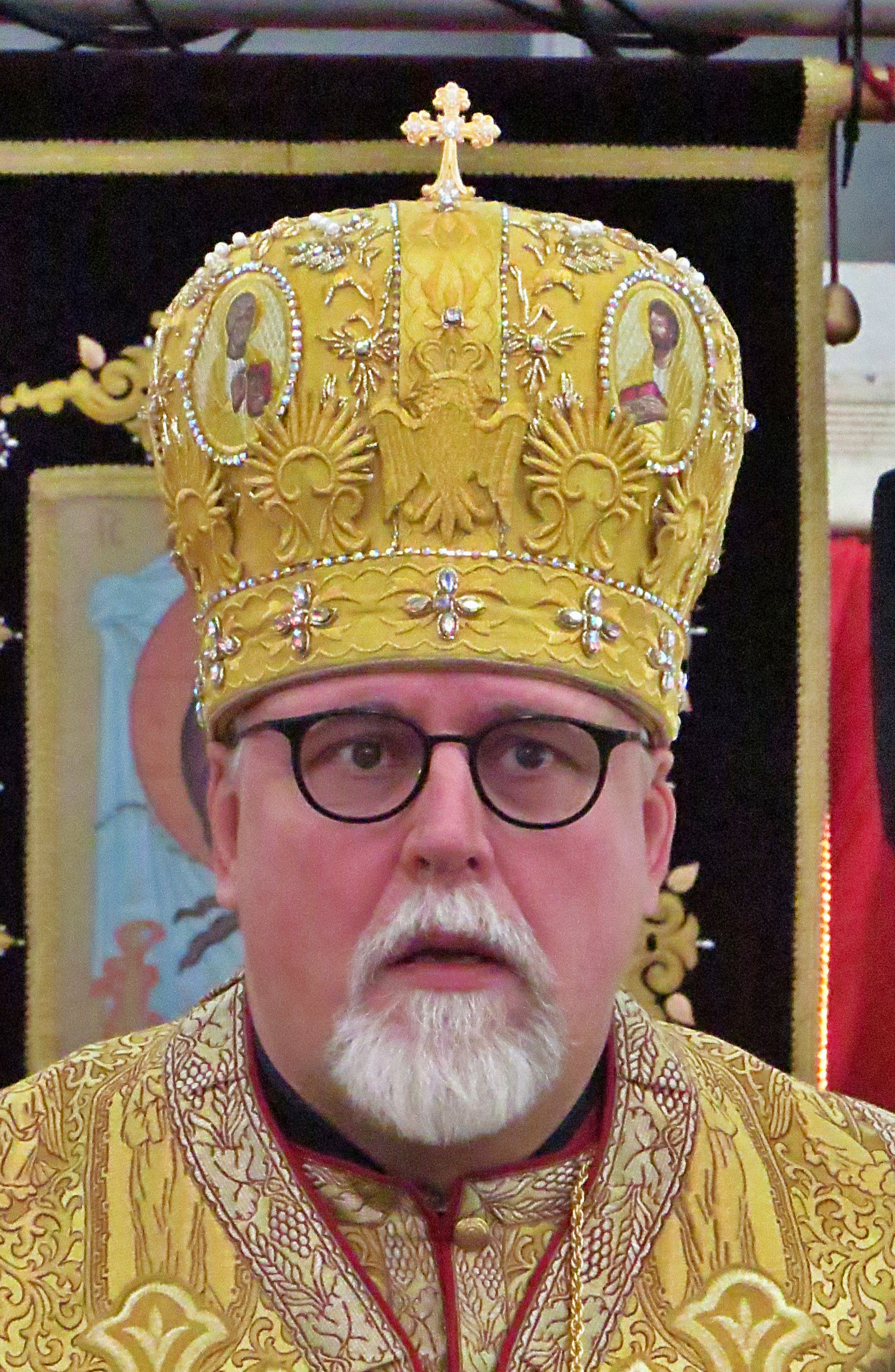
Metropolita Elia (Wallgrén)

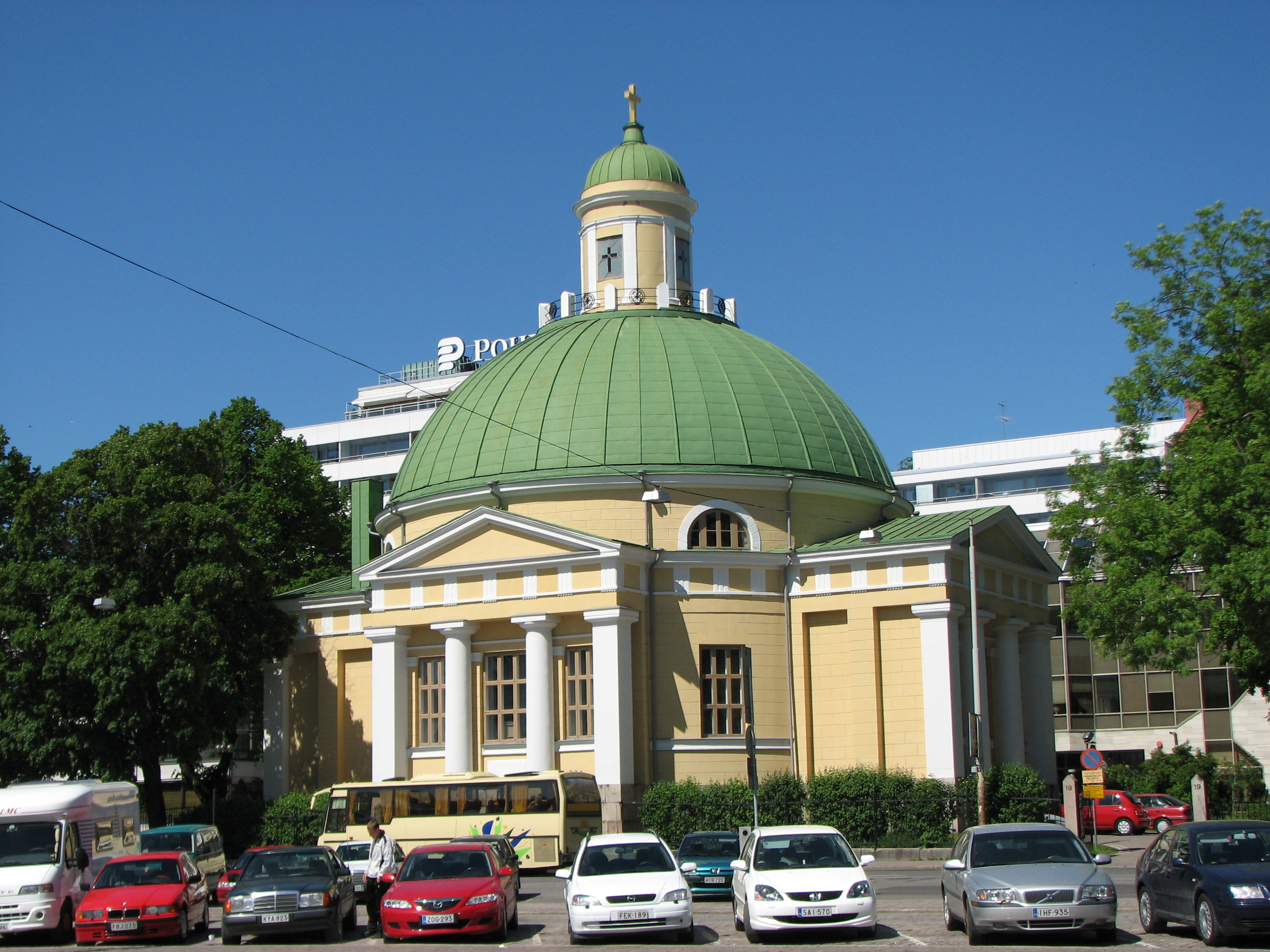
Pravoslavný chrám sv. mučednice císařovny Alexandry v Turku

Spolu s Evangelickou luteránskou církví ve Finsku, pravoslavná církev Finska má zvláštní postavení ve finských právních předpisech. Církev je považována za finský subjekt veřejné povahy. Vnější podobu církve upravují výnosy parlamentu, zatímco duchovní a doktrinální záležitosti jsou legislativně řízeny centrální synodou církve. Církev má na zdanění členů a korporací v jejich vlastnictví. Dříve patřila pod Ruskou pravoslavnou církev, od roku 1923 náleží pod Konstantinopolský patriarchát.
Finská pravoslavná církev je rozdělena do tří diecézí (hiippakunta), a každá diecéze je rozdělena do farností (seurakunta). V současné době má církev 24 farností se 140 kněžími a více než 58 000 členů. Počet členů neustále roste již několik let. V církvi jsou také konventy a kláštery (monastýry).
Centrálním zákonodárným orgánem církve je centrální synod který je tvořen:
- biskupy a biskupy koadjutory
- jedenácti kněžími
- třemi kantory
- osmnácti laiky (ženy i muži)

## Eparchie
- Metropolie Helsinky
- Metropolie Kuopio a Karélie
- Metropolie Oulu

## Historie
Křesťanství ve Finsku se rozšiřovalo ve formě jak katolické (ze západu) i tak ve formě pravoslavné (z východu). Nacházel se zde politický a náboženský konflikt, a roku (1323) Nöteborským mírem byly stanoveny hranice, mezi Švédským královstvím a Novgorodskou republikou. Část Finska včetně Karélie byla zcela pravoslavná. Od západu jsem přišli také s protestantskou reformací luteráni. Na ostrovech Ladožského jezera byly postaveny kláštery (Valaamský klášter, Konevsky klášter, dnes na území Ruska), představující vliv misijního šíření pravoslaví.
Díky nezávislosti Finska (1917), pravoslavná církev vyhlásila svou autokefalitu (nezávislost) v roce 1918. V roce 1923 byla uznaná Konstantinopolským patriarchátem a roku 1958 Moskevským patriarchátem.

## Ruská pravoslavná církev ve Finsku
Nachází se zde asi 3 000 věřících, kteří patří k Ruské pravoslavné církve (Moskevský patriarchát). Jsou rozděleny do dvou farností. Byly zde plány na zřízení samostatné ruské diecéze ve Finsku. Farnosti mají pět kostelů a kaplí.
Na rozdíl od finské pravoslavné církve používají juliánský kalendář.

## Seznam arcibiskupů
Pod moskevským patriarchátem:
- Antonij (1892–1898)
- Nikolaj (1899–1905)
- Sergij (1905–1917)
- Serafim (1918–1923), od roku 1918 biskup Helsinek a od 1921 arcibiskup

Pod konstantinopolským patriarchátem:
- Herman (1923–1960)
- Paavali ("Pavel") (1960–1987)
- Jan (1987–2001)
- Leo (2001–2024)
- Elia (od 2024)